# Konopí v Česku

Legálnost konopí v Evropě
----
Legální pro rekreační použití
Legální pro lékařské použití
Nelegální

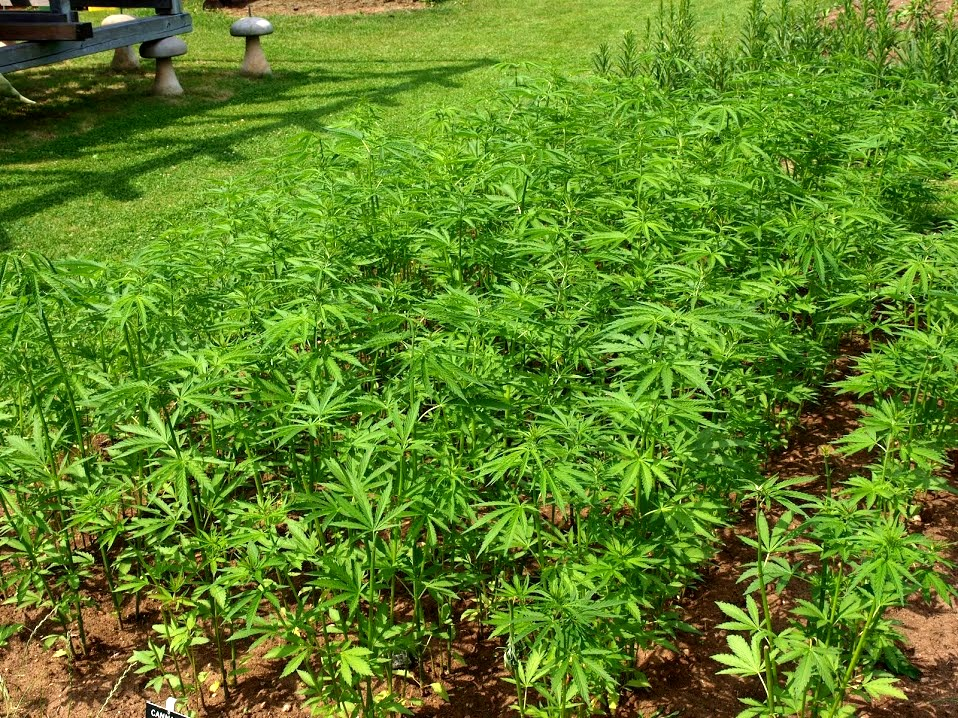
Konopné rostliny

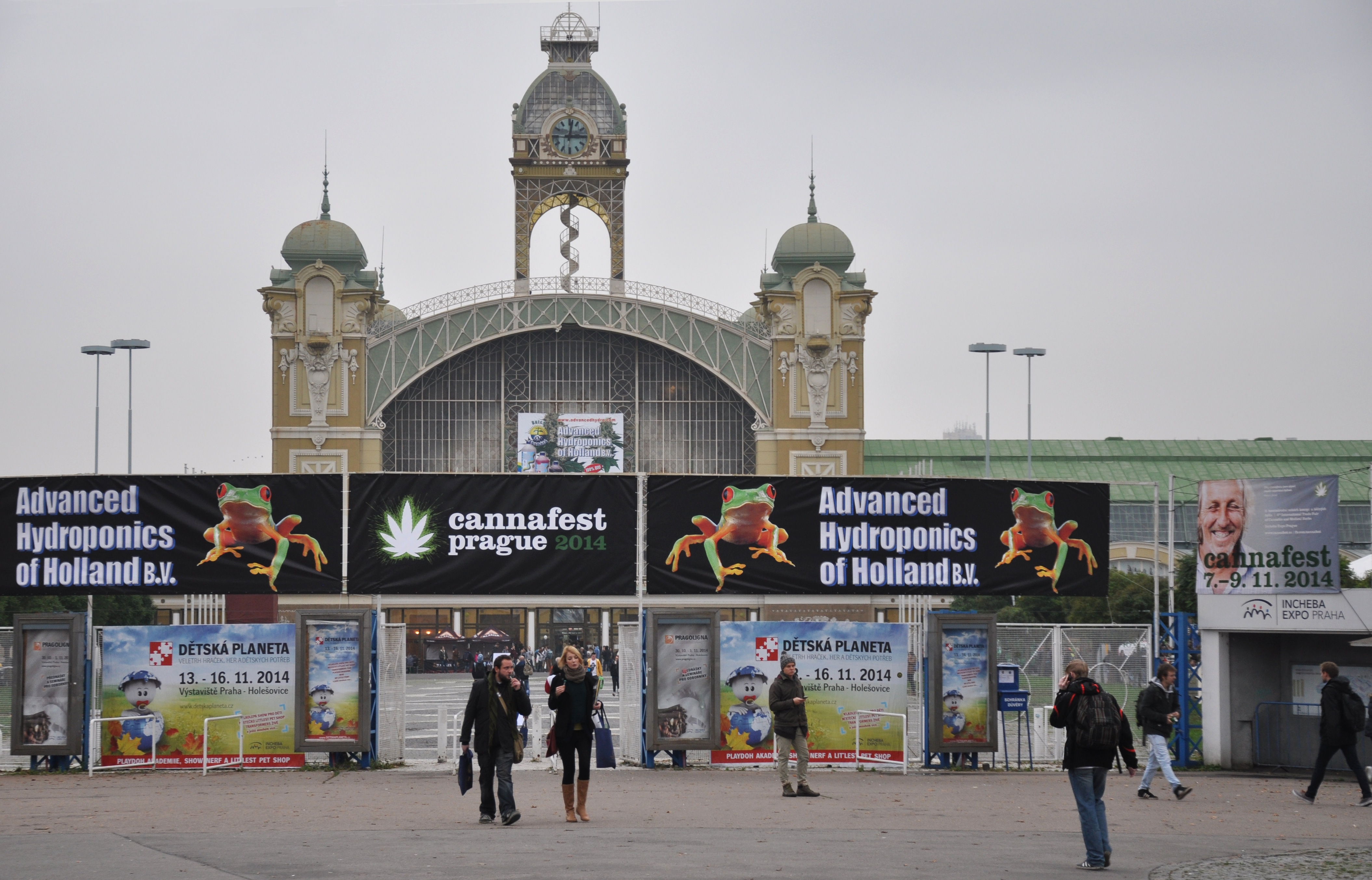
Cannafest Praha 2014

V České republice není konopí pro rekreační účely legální, ale osobní držení bylo od 1. ledna 2010 dekriminalizováno a lékařské konopí je legální od 1. dubna 2013.
Od 1. ledna 2026 mohou dospělí ve věku 21 let a starší legálně pěstovat až tři rostliny konopí a mít doma až 100 g sušeného konopí (a až 25 g na veřejnosti) – volný prodej zůstává zakázán.

## Dekriminalizace
Držení více než 15 g sušeného konopí pro osobní potřebu nebo pěstování více než pěti rostlin je klasifikováno jako přestupek. Od 1. ledna 2010 však držení méně než 15 g a méně než 5 rostlin zůstává pouze přestupkem. Ukládá se pokuta až do výše 15 000 Kč, běžně však značně nižší. Konopí se na koncertech dá snadno sehnat, bary ale nejsou spolehlivým zdrojem kvůli přísnému dohledu policie.

## Léčebné konopí
Návrh zákona umožňující legální prodej konopí na lékařský předpis v lékárnách byl schválen Poslaneckou sněmovnou dne 7. prosince 2012 (126 pro, 7 proti, 27 se zdrželo, 46 nepřítomno) a Senátem dne 30. ledna 2013 (67 pro, 2 proti, 5 se zdrželo, 7 nepřítomných). Zákon vstoupil v platnost 1. dubna 2013; od té doby je lékařské užití konopí legální a regulované. Pacientům lze předepisovat až 180 g sušiny za měsíc prostřednictvím elektronického receptu.